# Verband der Automobilindustrie
A Verband der Automobilindustrie, VDA, (literalmente União das indústrias automotivas) é uma associação com sede em Frankfurt am Main que congrega várias indústrias alemãs que atuam no ramo automotivo. A VDA representa fabricantes de automóveis, incluindo a BMW, Volkswagen e Mercedes-Benz controladora Daimler, mas também conta com fornecedores estrangeiros e montadoras estrangeiras como a Opel entre seus membros.
A Verband der Automobilindustrie é responsável pela organização da feira internacional da indústria automobilística, a Internationale Automobil-Ausstellung.